# Nikos Kúnduros
Nikos Kúnduros (en grec: Νίκος Κούνδουρος) (Àgios Nikólaos, 15 de desembre de 1926 - Atenes, 22 de febrer de 1917) fou un director de cinema grec.
Va estudiar pintura i escultura a l'Escola de Belles Arts d'Atenes. Durant la guerra va ser membre del moviment de resistència antifeixista EAM/ELAS, i a causa d'això va ser posteriorment desterrat a l'illa presó de Makronissos. Als vint-i-vuit anys va decidir seguir la carrera de cinema. Va començar com a director de la pel·lícula Magiki Polis (1954), on va combinar les seves influències neorealistes amb el seu propi punt de vista artístic. Contractà a Thanasis Veggos com a actor, a qui havia conegut Makronissos, com un dels personatges de la pel·lícula. Després del rodatge de la complexa i innovadora pel·lícula O Drakos va començar a tenir acceptació com a artista destacat en el panorama grec i europeu, adquirint d'aquesta manera importants premis en diversos festivals nacionals i internacionals de cinema. La seva pel·lícula de 1963, Mikres Aphrodites, va guanyar l'Os de Plata a la millor direcció al 13è Festival Internacional de Cinema de Berlín. L'any 1985 va ser membre del jurat del 14è Festival Internacional de Cinema de Moscou.

## Filmografia

### Cinema
- Magiki Polis ("Ciutat encantada") (1954)
- O Drakos ("Draco") (1956)
- Oi Paranomoi ("Els malfactors") (1958)
- To Potami ("El riu") (1960)
- Mikres Aphrodites ("Joves afrodites") (1963)
- To Prosopo tis Medousas ("La cara de Medusa") (1967)
- To tragoudi tis fotias ("La cançó de foc") (1975)
- 1922 (1978)[4]
- Bordello ("Burdel") (1984)
- Byron, balanta gia enan daimonismeno ("Byron, balada per a un posseït") (1992)
- Oi fotografoi ("Els fotògrafs") (1998)
- To ploio ("El vaixell") (2011), per Showtime Productions

### Documentals de TV
- Ifigeneia en Tavrois (1991)
- Antigoni (1994)
- Ellinisti Kypros
- Cinemithologia (2010), per Showtime Productions

## Premis i nominacions

### Premis
- 1963: Os de Plata a la millor direcció per Mikres Afrodites

### Nominacions
- 1954: Lleó d'Or per Magiki polis
- 1956: Lleó d'Or per O drakos
- 1958: Os d'Or per Oi paranomoi
- 1963: Os d'Or per Mikres Afrodites
- 1967: Os d'Or per To prosopo tis Medousas